# Paige Bueckers
Paige Madison Bueckers, née le 20 octobre 2001 à Edina (Minnesota), est une joueuse de basket-ball américaine évoluant au sein de l'équipe féminine des Wings de Dallas en WNBA
Surnommée « Paige Buckets », elle fréquente la Hopkins High School (en) à Hopkins, dans le Minnesota et a été classée première recrue de sa classe d'âge par ESPN, recevant les honneurs de joueuse lycéenne de l'année. Lors de sa première saison à UConn, Bueckers devient la première étudiante de première année (freshman) à remporter le prix de la joueuse universitaire de l'année au niveau national. Elle mène l'UConn au Final Four du tournoi NCAA 2021 et établit des records de passes décisives. Elle rate la majeure partie de sa saison sophomore en raison d'une blessure, mais mène néanmoins son équipe en finale du championnat national. Elle manque sa saison junior (en) en raison d'une déchirure du ligament croisé antérieur (LCA). mais revient la saison suivante, étant nommée à l'unanimité dans la première équipe All-American pour la deuxième fois et menant les Huskies au Final Four du tournoi NCAA 2024.
Elle remporte trois médailles d'or avec les États-Unis au niveau international junior, notamment à la Coupe du monde FIBA des moins de 19 ans 2019, où elle a été nommée MVP. Elle est médaillée d'or aux Jeux olympiques de la jeunesse en basket-ball 3×3 et a joué pour l'équipe nationale senior 3×3. Elle est reconnue athlète féminine de l'année aux États-Unis en 2019.

## Jeunesse
Paige Bueckers est née le 20 octobre 2001 à Edina, dans le Minnesota, et a grandi à Saint Louis Park,. Elle commence à jouer au basket-ball à l'âge de cinq ans,. Enfant, elle a également joué au baseball en Little League en tant que receveuse, ainsi qu'au football américain et au football, mais se concentre très tôt sur le basket,,. Elle devient amie avec le joueur de NBA Jalen Suggs alors qu'ils sont en primaire,. Elle s'est inspire des joueurs tels que LeBron James et Kyrie Irving, ainsi que des joueuses de la WNBA Diana Taurasi et Sue Bird,. Elle a grandi en soutenant les Lynx du Minnesota de cette dernière ligue.
Elle rejoint l'équipe universitaire de Hopkins alors qu'elle est encore au lycée (en huitième année)  et mène son équipe à une seconde place dans le Tournoi d'État 4A, et est nommée dans l'équipe du tournoi,.

## Carrière au lycée
Paige Bueckers a fait ses débuts en première année pour Hopkins High School le 25 novembre 2016. Elle prend un rôle plus important que lors de sa saison précédente et devient l'une des meilleures marqueurses et passeuses de l'équipe. Elle est nommée dans l'équipe de l'année par le Star Tribune et dans l'équipe du championnat d'État 4A,.
En janvier 2018, alors qu'elle est étudiante en deuxième année, Bueckers est mise à l'écart en raison d'une blessure à la cheville. Elle est nommée Joueuse Star Tribune Metro de l'année, devenant ainsi la première étudiante en deuxième année à remporter ce prix depuis sa création 34 ans plus tôt. Elle est aussi reconnue joueuse de l'année du Minnesota Gatorade.
En tant que junior, elle remporte avec son équipe le Championnat d'État 4A,, son équipe finissant la saison invaincue. Elle est de nouveau élue joueuse de l'année Star Tribune Metro et joueuse de l'année Minnesota Gatorade,. En août 2019, elle est nommée Joueuse AAU de l'année par Prep Girls Hoops.

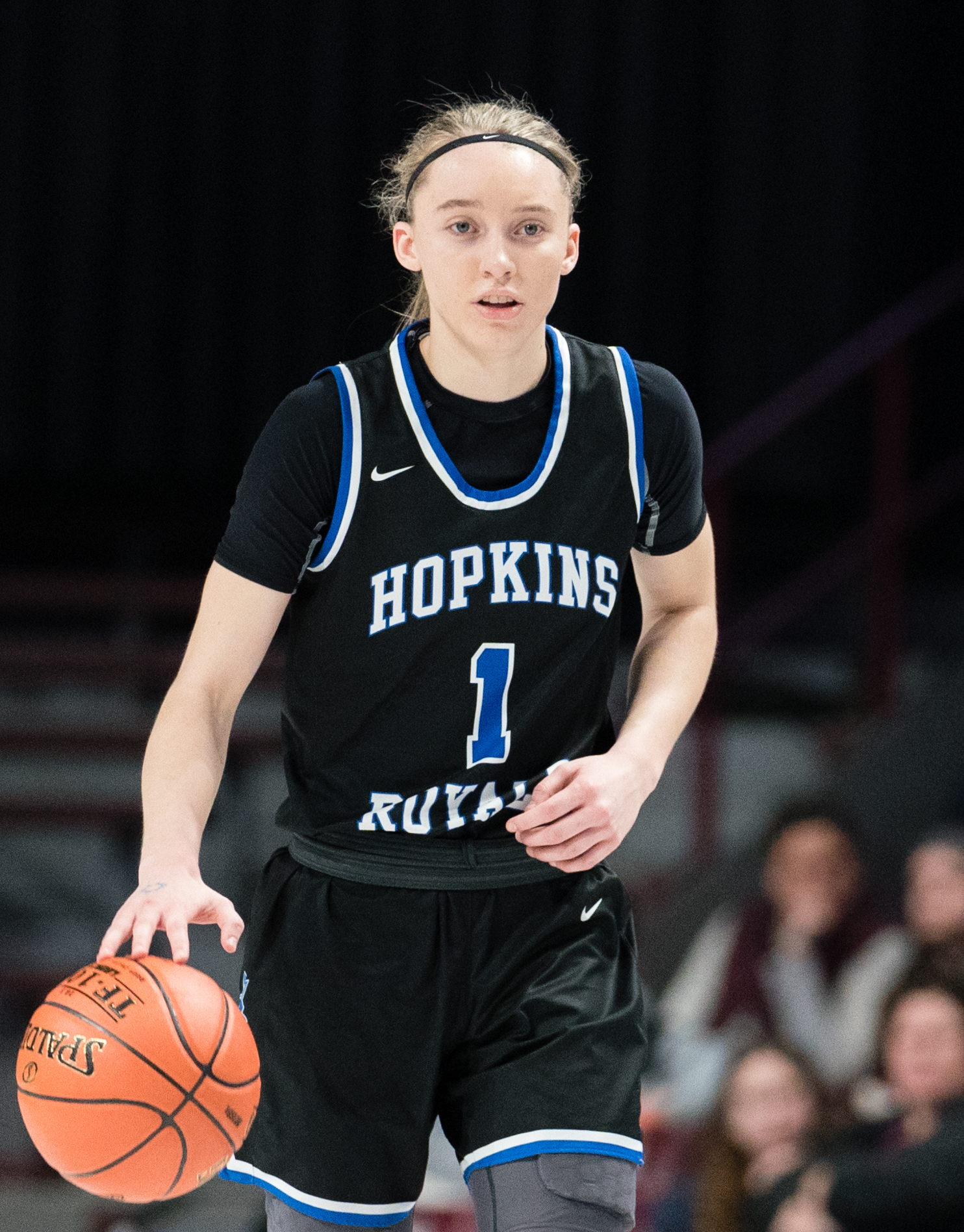
Bueckers avec la en 2020.

Le 29 janvier 2020, au cours de sa saison senior, Paige Bueckers devient la première joueuse du secondaire à faire la couverture du magazine de basket-ball Slam. Vers la fin de la saison, elle souffre d'une réaction de stress à la jambe droite due à une surutilisation. Elle conduit Hopkins au match de championnat d'État 4A, toutefois annulé le 13 mars au milieu de la pandémie de Covid-19. Elle est également sélectionner pour jouer au McDonald's All-American Game et au Jordan Brand Classic, deux matchs des étoiles prestigieux du lycée, mais les deux ont été annulés en raison de la pandémie,,. Elle est nouveau élue joueuse Star Tribune Metro de l'année, devenant ainsi le premier triple lauréat du prix. Elle est nommée joueuse nationale de l'année Gatorade, Naismith Prep Player of the Year, Morgan Wootten National Player of the Year, et Minnesota Miss Basketball (en).
Paige Bueckers est première de tous les temps de Hopkins dans trois catégories statistiques : les points marqués (2 877), les passes décisives délivrées (795) et les interceptions réalisées (574).
Elle est considérée comme l'une des meilleures joueuses de l'histoire du basket-ball féminin au lycée du Minnesota,,. Au cours de sa dernière saison, le chroniqueur du Star Tribune, Chip Scoggins, a comparé son influence dans l'État à celle de Lindsay Whalen.

## Carrière universitaire

### Saison freshman
Au début de sa première saison à UConn, des journalistes sportifs décrivent Paige Bueckers comme la recrue la plus en vogue du programme depuis Breanna Stewart en 2012,. Contrairement à Stewart et à d'autres anciennes stars d'UConn, elle devient la leader de son équipe dès le début de sa carrière universitaire.
Le 12 décembre 2020, Paige Bueckers fait ses débuts universitaires pour UConn. Après avoir mené UConn au titre de la saison régulière de Big East, elle est nommée joueuse de l'année de Big East et étudiante de première année Big East à l'unanimité, rejoignant Maya Moore en tant que seule joueuse à remporter les deux prix au cours de la même saison. Elle est également sélectionnée unanimement dans la première équipe All-Big East et Big East All-Freshman Team.
Elle remporte tous les prix de joueuse nationale de l'année auxquels elle était éligible : Joueuse AP de l'année, Joueuse de l'année au Naismith College, Joueuse nationale féminine de l'année USBWA et le trophée Wooden, devenant ainsi la première étudiante de première année à recevoir simultanément ces récompenses. Bueckers est une All-American unanime : elle est nommée dans la première équipe All-American de l'AP et de l'USBWA, et a fait partie de l'équipe All-America, des entraîneurs de la Women's Basketball Coaches Association (WBCA),.
En première année, elle a pour statistiques moyennes 20 points, 5,8 passes décisives, 4,9 rebonds et 2,3 interceptions par match, avec un taux de tir de 46,4 pour cent à trois points. Les analystes considèrent que la première saison de Paige Bueckers est parmi les meilleures de l'histoire de l'UConn et de la NCAA,,,.
Paige Bueckers est nommée sur la liste du doyen de l'université lors de sa première année, qui nécessitait une Grade Point Average d'au moins 3,72/4, et s'est impliquée dans des causes de justice sociale,.

### Saison sophomore

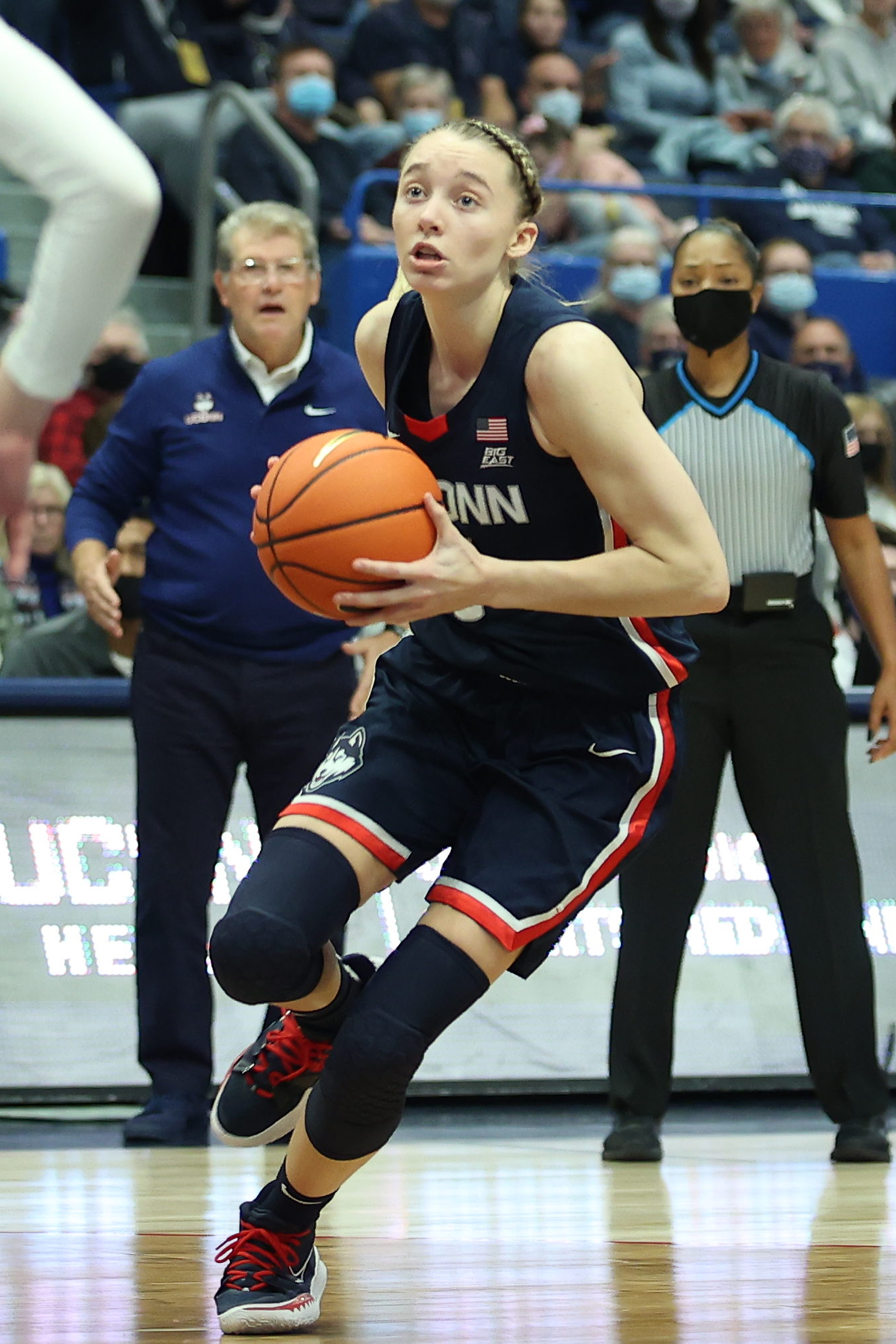
Paige Bueckers lors de ses débuts en saison sophomore en 2021.

Le 30 avril 2021, Paige Bueckers subit une intervention chirurgicale à la cheville droite pour réparer une lésion articulaire impliquant l'os et le cartilage. Elle entame sa deuxième saison en tant que sélection unanime comme joueuse de l'année de pré-saison Big East et figure dans l'équipe All-American de pré-saison AP,.
Le 5 décembre, Bueckers se blesse au genou gauche lors d'une victoire de 73 à 54 contre Notre-Dame, nécessitant une période de récupération estimée à six à huit semaines, puis finalement pour huit semaines supplémentaires.
Paige Bueckers est autorisée à revenir le 25 février 2022, sortant du banc pour la première fois de sa carrière en raison d'une restriction de minutes. Elle continue de bénéficier d'un temps de jeu limité jusqu'au tournoi NCAA. UConn remporte ensuite le tournoi Big East, mais échoue dans une défaite 64-49 contre la Caroline du Sud, tête de série, lors du match de championnat national NCAA. Elle est nommée dans l'équipe du tournoi Final Four et est une sélection de mention honorable de l'AP All-American.

### Annéeredshirt
Le 3 août 2022, UConn annonce que Paige Bueckers s'était déchiré le ligament croisé antérieur (LCA) de son genou gauche lors d'un match de récupération le 1er août et qu'elle raterait toute la saison 2022-2023. Elle reçoit ainsi une année supplémentaire d'admissibilité à l'université après cette année redshirt. Le 1er septembre, Bueckers annonce qu'elle reviendrait à UConn pour la saison 2023-2024 au lieu de se déclarer pour la draft WNBA 2023, pour laquelle elle était éligible.

### Saison junior

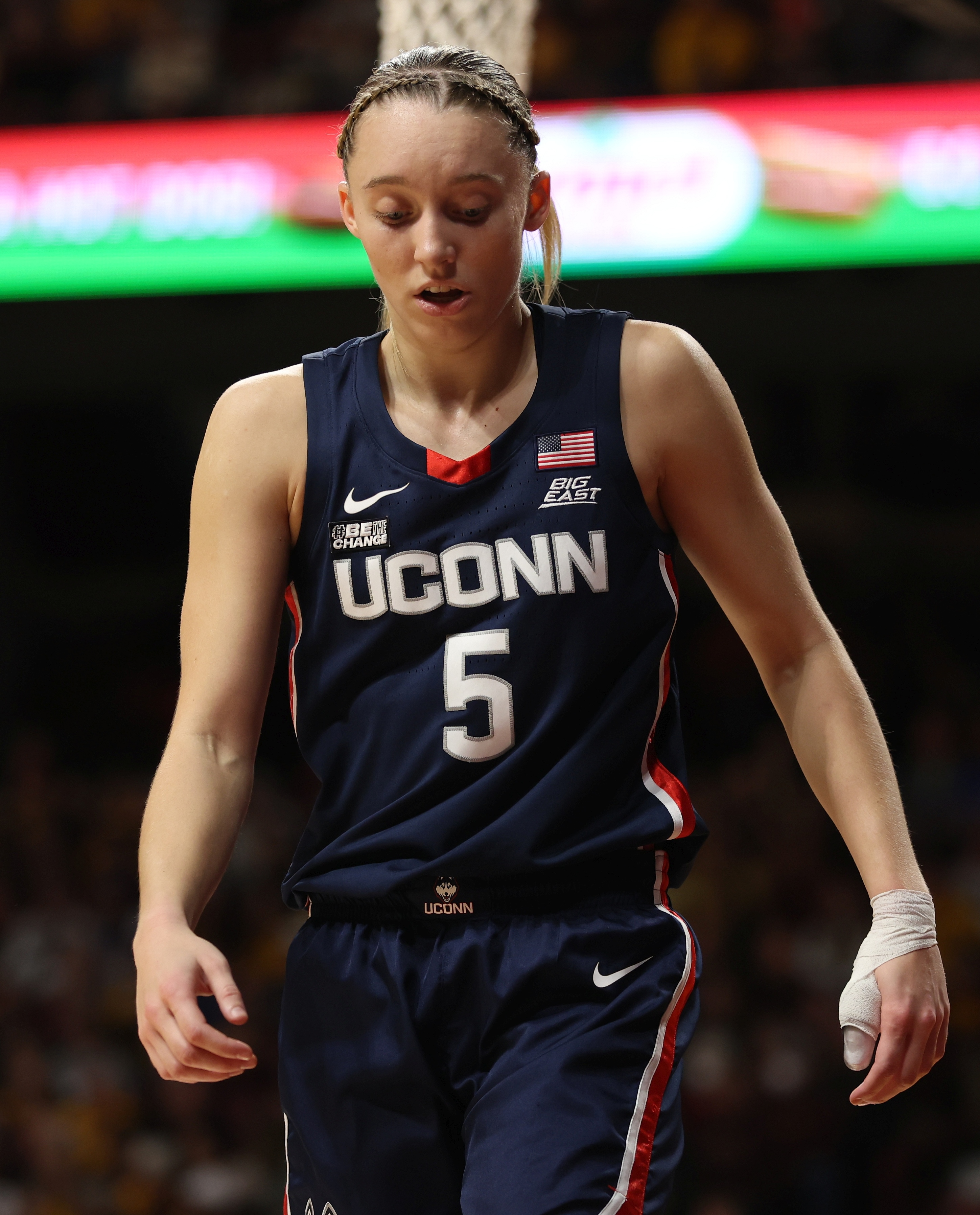
Paige Buckers en 2023.

Le 9 août 2023, Paige Bueckers annonce qu'elle est autorisée à pleinement revenir sur le terrain. Au début de sa saison junior, elle est nommée Joueuse de l'année de la pré-saison AP All-American et Big East,. À la fin de la saison régulière, elle est nommée joueuse de l'année Big East et est sélectionnée à l'unanimité dans l'équipe première toutes conférences confondues. Elle aide UConn à remporter le tournoi Big East, où elle est nommée MOP après avoir enregistré 27 points et cinq contres lors d'une victoire de 78 à 42 contre Georgetown en finale.
Pour la deuxième fois, Paige Bueckers est une All-American unanime, étant sélectionné dans l'équipe All-American des entraîneurs WBCA et gagnant nommée dans l'équipe première All-American de l'AP et de l'USBWA.
Le 16 février 2024, elle annonce qu'elle reviendrait à UConn pour la saison 2024-2025, bien qu'elle fût projetée parmi les trois premiers choix du repêchage de la Draft WNBA 2024.

## Carrière en équipe nationale

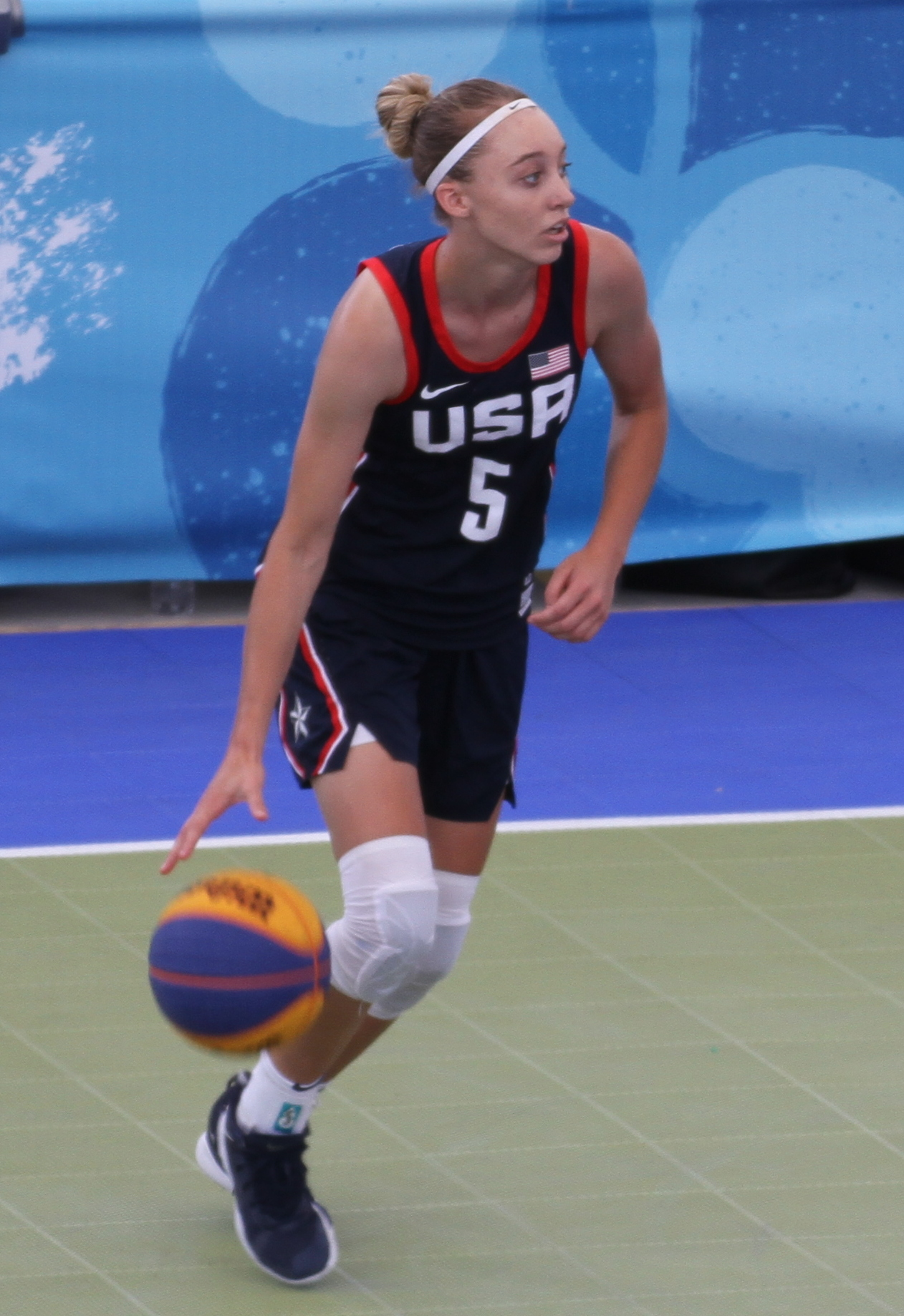
Paige Bueckers jouant au basket-ball 3×3 aux Jeux olympiques de la jeunesse d'été de 2018.

### Basket-ball 5×5
Paige Bueckers représente les États-Unis au Championnat des moins de 16 ans des Amériques 2017 à Buenos Aires, finissant avec la médaille d'or. Elle participe aussi à la Coupe du monde féminine FIBA des moins de 17 ans 2018 à Minsk, obtenant là-aussi la médaille d'or.
Lors de la Coupe du monde des moins de 19 ans 2019 à Bangkok, les États-Unis s'imposent à nouveau. Paige Bueckers est nommée MVP et fait partie de l'équipe type du tournoi ur la médaille d'or. Le 10 décembre 2019, elle est désignée basketteuse de l'année aux États-Unis.

### Basket-ball 3×3
En octobre 2018, Paige Bueckers remporte une médaille d'or pour les États-Unis en basket-ball 3×3 aux Jeux olympiques de la jeunesse d'été de Buenos Aires, aidant son équipe à remporter ses sept matchs,. Elle est la plus jeune membre de l'équipe nationale senior aux Jeux mondiaux de plage de 2019 à Doha, sur une liste comprenant les joueuses de la WNBA Napheesa Collier et Jackie Young. Son équipe perd contre le Brésil en quarts de finale et termine à la cinquième place.

## Profil de jeu

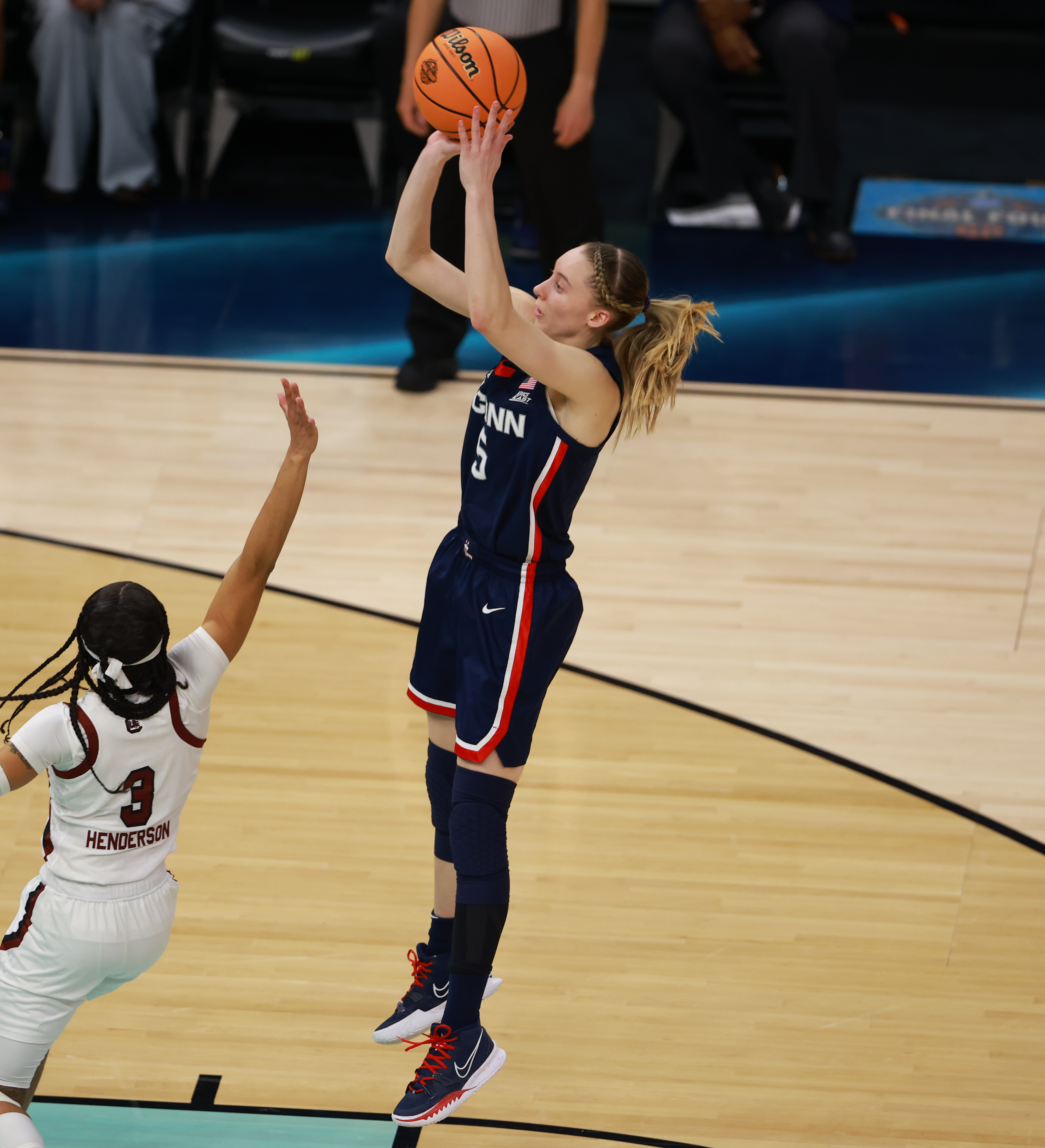
Paige Bueckers effectuant un tir en suspension à mi-distance.

Mesurant 1m83, Bueckers joue généralement comme meneuse de jeu, bien qu'au cours de la saison 2023-2024, elle ait débuté comme ailier en raison du manque d'attaquants disponibles d'UConn. Les analystes louent sa taille, sa rapidité et son agilité,.
Bueckers est félicitée pour ses passes, sa vision du terrain et sa capacité à lire la défense,. L'analyste Monica McNutt (en) l'a qualifiée de "sans doute l'une des meilleures meneuses de jeu". Son tir en suspension a été décrit comme son mouvement de signature, comparé notamment à celui Sue Bird,. Son style de jeu a établi des comparaisons avec Diana Taurasi, en raison de sa taille, de sa confiance et de sa capacité à marquer,.